# 頻閃效應

根據閃光頻率，圖像看起來靜止不動或反向旋轉

頻閃效應（英語：Stroboscopic effect）或「馬車車輪效應」是由疊影引起的視覺現象。連續旋轉或其他循環運動以接近運動週期的採樣率由一系列短或瞬時樣本（與連續觀察相反）表示時會出現這現象，例如影片中的輻條車輪（如馬車輪）有時看起來逆着轉。